# Godeni (gmina)
Godeni – gmina w Rumunii, w okręgu Ardżesz. Obejmuje miejscowości Bordeieni, Capu Piscului, Cotești, Godeni i Malu. W 2011 roku liczyła 3037 mieszkańców.